# Kamloops
Kamloops este un oraș cu 77.281 loc. (în 2001), situat în provincia canadiană British Columbia. El a fost întemeiat în anul 1812 de firma Hudsonas Bay Company, ca stație de poștă. Orașul se află amplasat la confluența lui North Thompson River cu South Thompson River, formând în apropiere de lacul Kamloops Lake, Thompson River.  